# Hyundai Genesis Coupe
O Genesis Coupe é um coupé esportivo da Hyundai.